# 蓬圣玛丽
蓬圣玛丽（法語：Pont-Sainte-Marie，法語發音：[pɔ̃ sɛ̃t maʁi]）是法国奥布省的一个市镇，位于该省中部，属于特鲁瓦区和特鲁瓦香槟都会城市圈公共社区。

## 地理
蓬圣玛丽（48°19'14"N, 4°6'5"E）面积3.99 平方千米，位于法国大東部大區奥布省，该省份为法国中北部省份，北起马恩省，西接塞纳-马恩省，西南至约讷省，东南至科多尔省，东临上马恩省。
与蓬圣玛丽接壤的市镇（或旧市镇、城区）包括：特鲁瓦附近克勒内、拉沃、圣帕尔欧泰特尔、特鲁瓦。

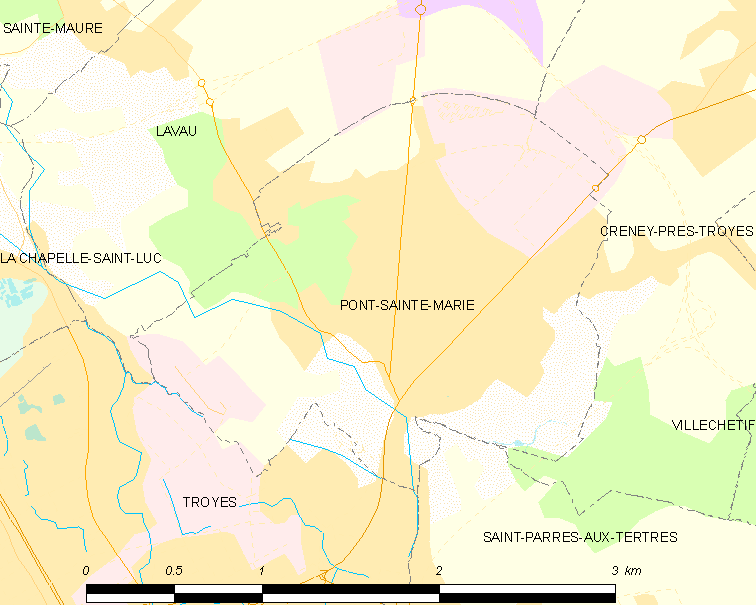
蓬圣玛丽的OSM定位图

蓬圣玛丽的时区为UTC+01:00、UTC+02:00（夏令时）。

## 行政
蓬圣玛丽的邮政编码为10150，INSEE市镇编码为10297。

## 政治
蓬圣玛丽所属的省级选区为特鲁瓦第四县。

## 人口

1962-2008年间蓬圣玛丽人口变化图示

蓬圣玛丽于2022年1月1日时的人口数量为5202人。